# Ablabys taenianotus

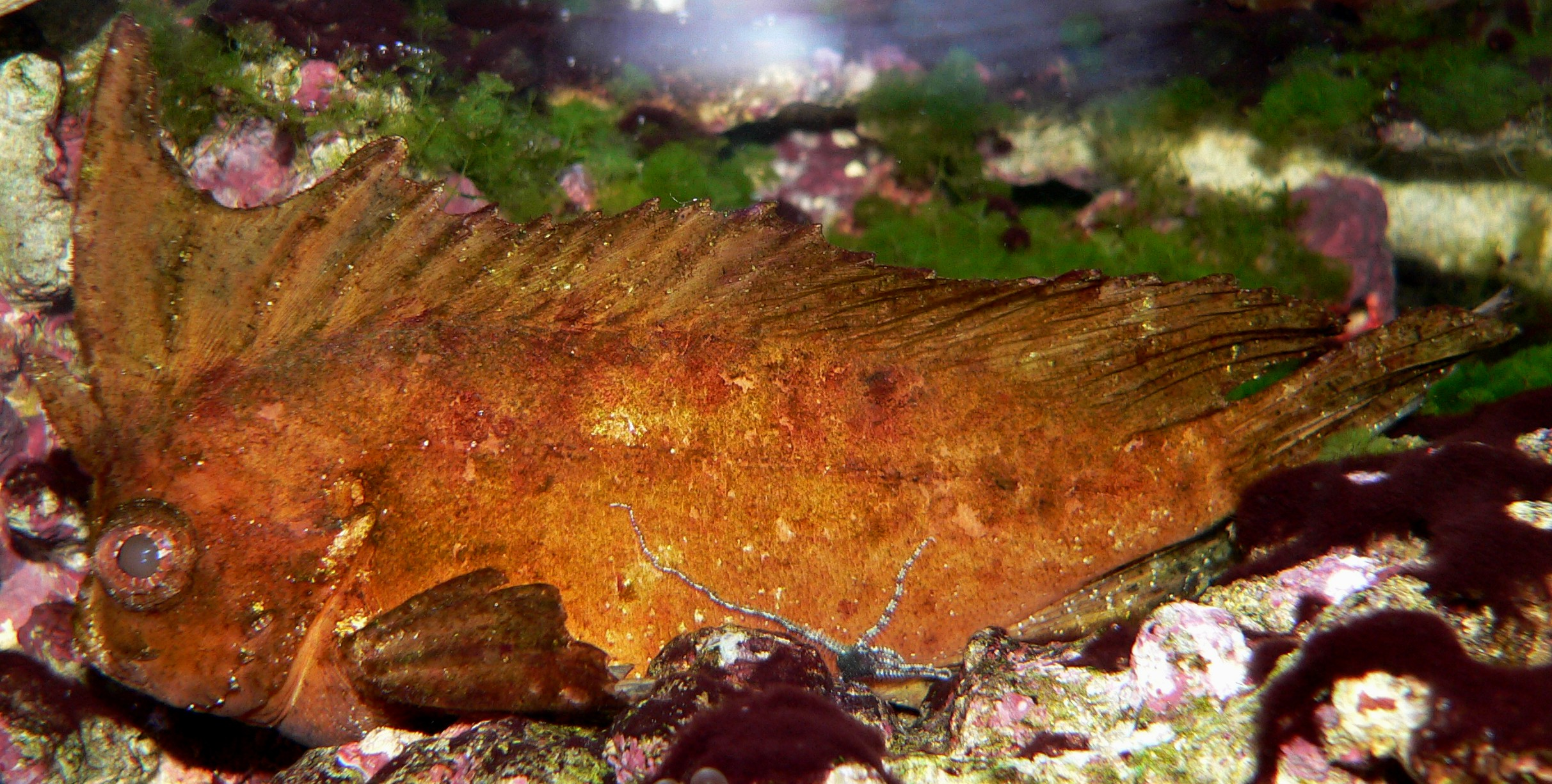

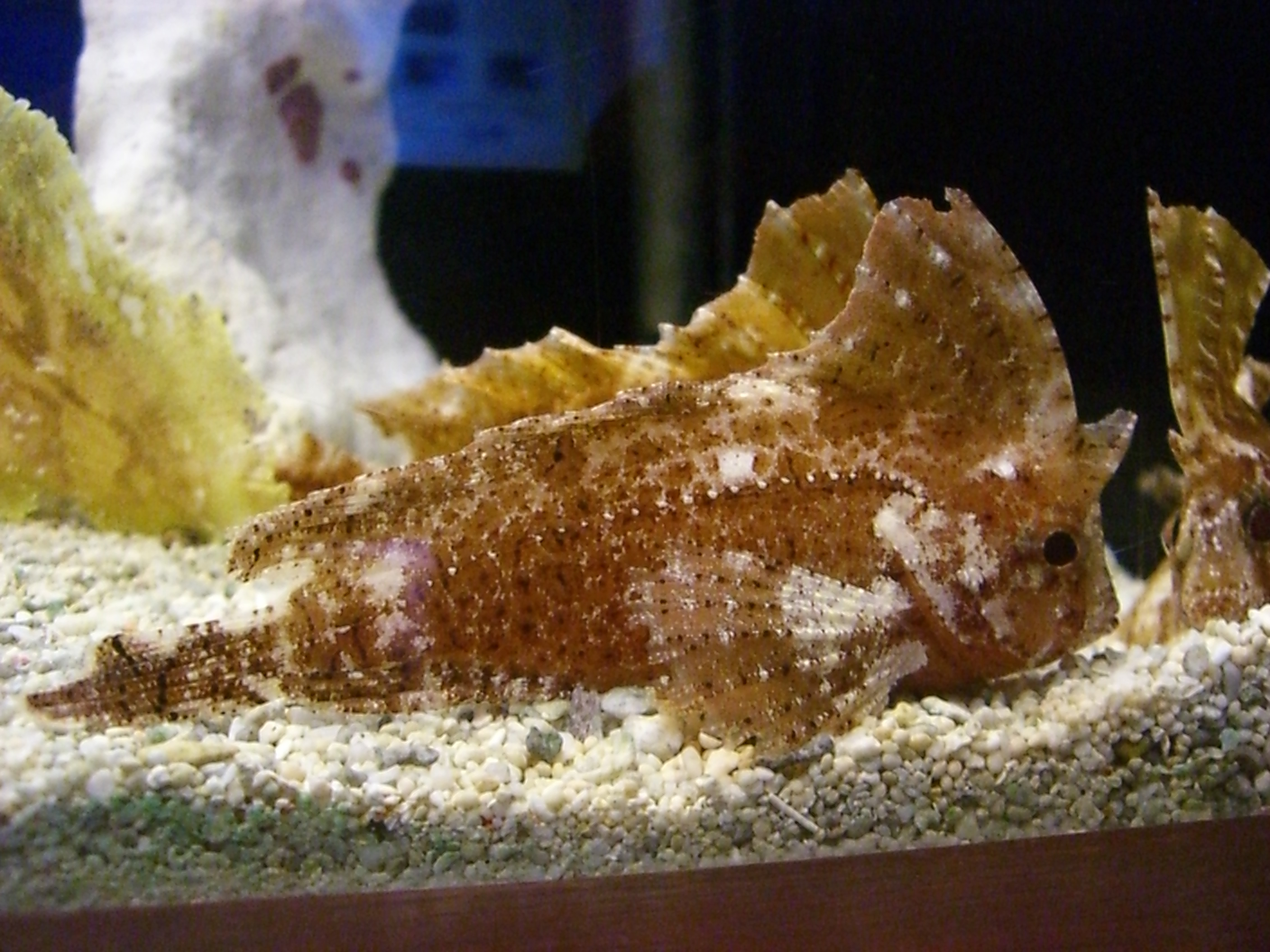

Ablabys taenianotus és una espècie de peix pertanyent a la família dels tetrarògids i a l'ordre dels escorpeniformes.

## Etimologia
Ablabys deriva del grec ablabie, -es, ablaboos (inofensiu), mentre que l'epítet taenianotus prové del llatí taenia (ratlla, línia) i del grec noton (esquena).

## Descripció
El seu cos, comprimit, fa 15 cm de llargària màxima. 17-18 espines i 6-7 radis tous a l'única aleta dorsal. 3 espines i 4-5 radis tous a l'anal. Coloració variable: de marró o gris fins al vermell marronós i finament clapejada de blanc. Musell i front blancs. Membranes dels radis dorsals sense incisions. La segona espina dorsal és la més allargada (gairebé tan llarga com la longitud del cap). Àrea espinosa de l'aleta dorsal totalment erecta. Dues espines a l'os lacrimal i dirigides cap endarrere. Línia lateral contínua. 90-90 escates disposades en fileres laterals. Aletes pectorals amb 11-12 radis tous. La seua llarga aleta dorsal té forma d'una vela d'embarcació i té l'inici per sobre dels ulls. Espines de les aletes amb glàndules verinoses. Boca obliqua. Dents força petites al vòmer i les mandíbules. Preorbitari amb dues espines. Espai interorbitari molt convex.

## Alimentació
Menja gambes petites, altres crustacis i individus de la seua mateixa espècie. El seu nivell tròfic és de 3,42.

## Hàbitat i distribució geogràfica
És un peix marí, associat als esculls (fins als 78 m de fondària) i de clima tropical (38°N-31°S, 90°E-179°E), el qual viu a l'Índic oriental i el Pacífic occidental: les àrees submareals somes amb sorra i vegetació des de la mar d'Andaman fins a Fiji, el Japó (com ara, la prefectura de Kagoshima) i Austràlia (com ara, Austràlia Occidental, l'illa Christmas, les illes Ashmore i Cartier, el Territori del Nord, Queensland, Nova Gal·les del Sud, l'illa de Lord Howe i l'illa Norfolk) incloent-hi les illes Andaman, Tailàndia, el Vietnam, Taiwan (incloent-hi les illes Pescadors), el mar de la Xina Meridional, la mar Groga, Indonèsia (incloent-hi Lombok i Cèlebes), el mar de Banda, Papua Nova Guinea (incloent-hi la badia de Milne), les illes Filipines (com ara, el golf de Lingayen i l'illa Verde), la Gran Barrera de Corall, el mar del Corall, Nova Caledònia, les illes Salomó, Palau, el mar de Tasmània i, probablement també, a Madagascar, Maurici i les illes Seychelles. És substituït per Ablabys binotatus a l'Índic occidental.

## Observacions
És verinós per als humans, nocturn, capturat fàcilment amb petites xarxes de mà, el seu índex de vulnerabilitat és moderat (35 de 100) i acostuma a viure solitàriament o en parella. Li agrada gronxant-se cap endavant i cap enrere a mercè dels corrents. No té cap mena d'importància per a la pesca, però forma part del comerç internacional de peixos ornamentals a causa del seu aspecte.